# Cirsotrema arcella
Cirsotrema arcella är en snäckart som beskrevs av Alfred Rehder 1945. Cirsotrema arcella ingår i släktet Cirsotrema och familjen vindeltrappsnäckor. Inga underarter finns listade i Catalogue of Life.